# قلعه اژدها داشی
قلعه اژدها داشی مربوط به هزاره اول قبل از میلاد است و در شهرستان ورزقان، بخش خاروانا، دهستان ارزیل، ۱/۵ کیلومتری ضلع شمالی روستای اژدها داشی واقع شده و این اثر در تاریخ ۲۷ اسفند ۱۳۸۷ با شمارهٔ ثبت ۲۶۴۲۶ به‌عنوان یکی از آثار ملی ایران به ثبت رسیده است.